# 永晉
头等侍卫永晋（1729年8月23日（雍正七年七月二十九）—1775年5月6日（乾隆四十年四月初七）），已革泰郡王弘春第六子，庶母王氏，常德之女。永晉初為閒散宗室，乾隆十三年（1748年）十一月授三等侍卫。二十七年（1762年）十一月，授二等侍卫。三十八年（1773年）六月，授头等侍卫。
乾隆四十年四月，永晉逝世，年四十七岁。

## 家庭
- 嫡妻唐佳氏，内务府正白旗汉军唐英之女。妾王氏，王铨之女。妾郑氏，包衣佐领郑福之女。
- 有十二子，其中绵备一子为奕山。